# Kim Rhodenbaugh

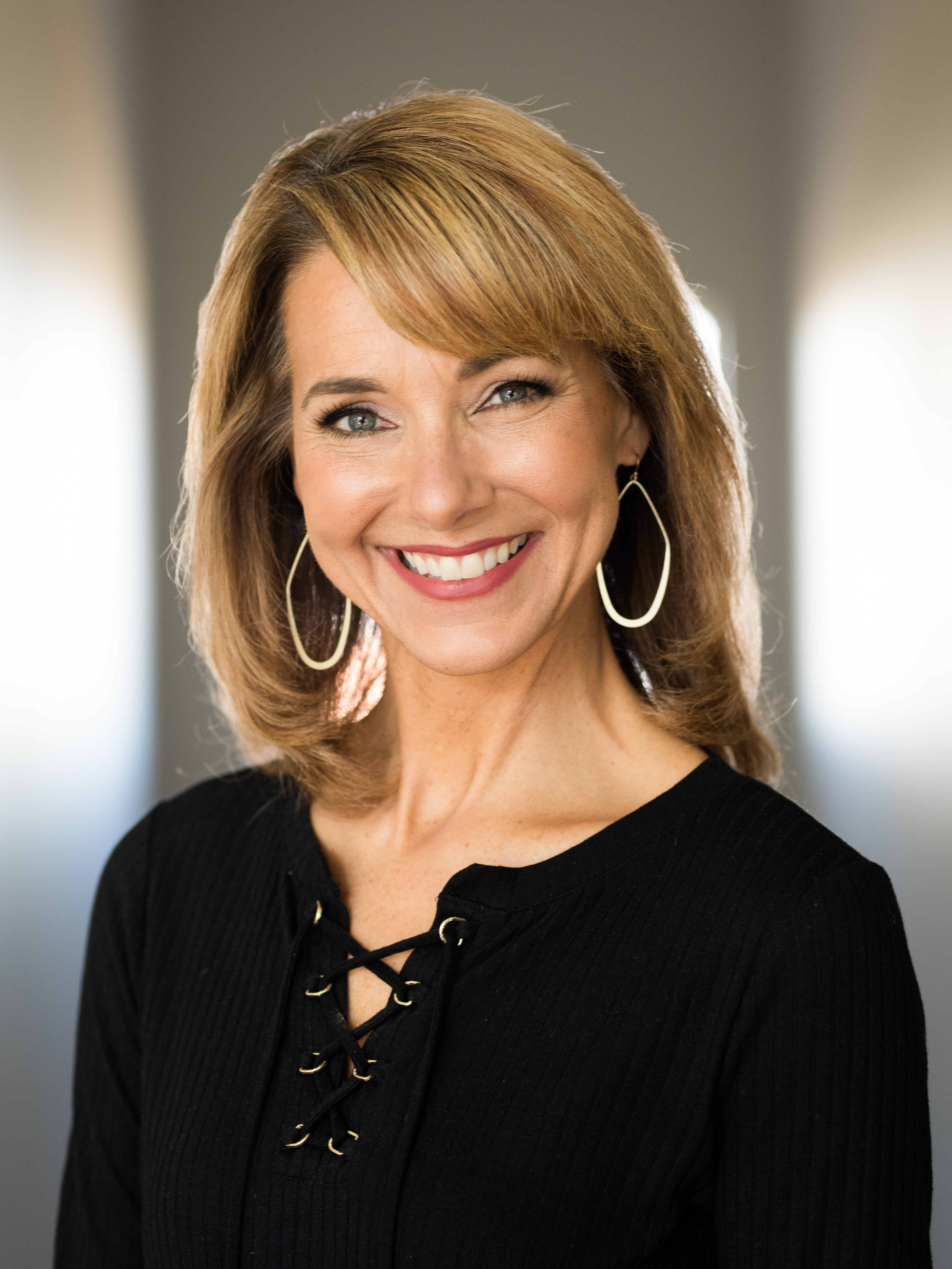
Kim Rhodenbaugh (1999)

Kimberly „Kim“ Lynne Rhodenbaugh, nach Heirat Kim Macklin (* 26. März 1966 in Cincinnati), ist eine ehemalige Schwimmerin aus den Vereinigten Staaten. Sie gewann zweimal Silber bei Weltmeisterschaften sowie einmal Gold und zweimal Bronze bei Panamerikanischen Spielen.

## Sportliche Karriere
Bei den Weltmeisterschaften 1982 in Guayaquil siegte Ute Geweniger aus der DDR über 100 Meter Brust mit fast zwei Sekunden Vorsprung vor der Kanadierin Anne Ottenbrite und Kim Rhodenbaugh, die zeitgleich Zweite wurden. In der 4-mal-100-Meter-Lagenstaffel siegte das Quartett aus der DDR mit zwei Sekunden Vorsprung vor Susan Walsh, Kim Rhodenbaugh, Mary T. Meagher und Jill Sterkel. 1983 bei den Panamerikanischen Spielen in Caracas erkämpfte Rhodenbaugh sowohl über 100 Meter Brust als auch über 200 Meter Brust die Bronzemedaille. Die Lagenstaffel mit Susan Walsh, Kim Rhodenbaugh, Laurie Lehner und Carrie Steinseifer erschwamm die Goldmedaille vor den Kanadierinnen. 1984 startete Rhodenbaugh bei den Olympischen Spielen in Los Angeles nur über 200 Meter Brust. Sie erreichte das A-Finale und belegte den achten Platz.
Kim Rhodenbaugh studierte an der University of Texas at Austin und siegte 1985 bei den Meisterschaften der National Collegiate Athletic Association. Bei der Universiade 1987 in Zagreb gewann sie den Titel mit der Lagenstaffel.